# Fender Telecaster
 (septembre 2016).
Si vous disposez d'ouvrages ou d'articles de référence ou si vous connaissez des sites web de qualité traitant du thème abordé ici, merci de compléter l'article en donnant les références utiles à sa vérifiabilité et en les liant à la section « Notes et références ».
La Fender Telecaster est une guitare électrique produite et commercialisée par Fender à partir de 1951. C'est l'une des premières guitares électriques à corps plein (solid body) et la première à avoir une réelle histoire commerciale. D'abord baptisée Broadcaster en 1950, elle connaît au fil du temps des modifications de sa lutherie sans que le design originel ne change drastiquement.
La telecaster possède deux micros simples, produisant un son claquant appelé twang.
Prisée par de très nombreux guitaristes dans le monde, la Telecaster est l'un des modèles de guitares les plus célèbres au XXIe siècle.

## Historique et évolutions

### Contexte
La Telecaster est conçue aux États-Unis par Leo Fender à la fin des années 1940. À l'époque, les premières guitares électriques sont fabriquées par Gibson et sont des modèles à corps creux (hollow body), largement inspirés des guitares acoustiques. Gibson développe également des capteurs (micros) pour guitare acoustique dans le but de les amplifier ; ces guitares sont néanmoins sensibles au larsen et le son qu'elles produisent ne permet pas toujours de se faire entendre au sein d'un grand orchestre.

La guitare lap steel, composée d'un manche posé sur les genoux et jouée en slide, est également très populaire à cette époque. Quelques modèles de guitares en corps plein (solid body) sont fabriqués par Paul Bigsby, et Leo Fender découvre un de ces modèles en 1947. Fender, qui travaille dans un magasin d'électronique, reçoit régulièrement des guitaristes qui lui demandent de fabriquer un instrument qui permette d'être amplifié au sein d'un big band comprenant cuivres et percussions.

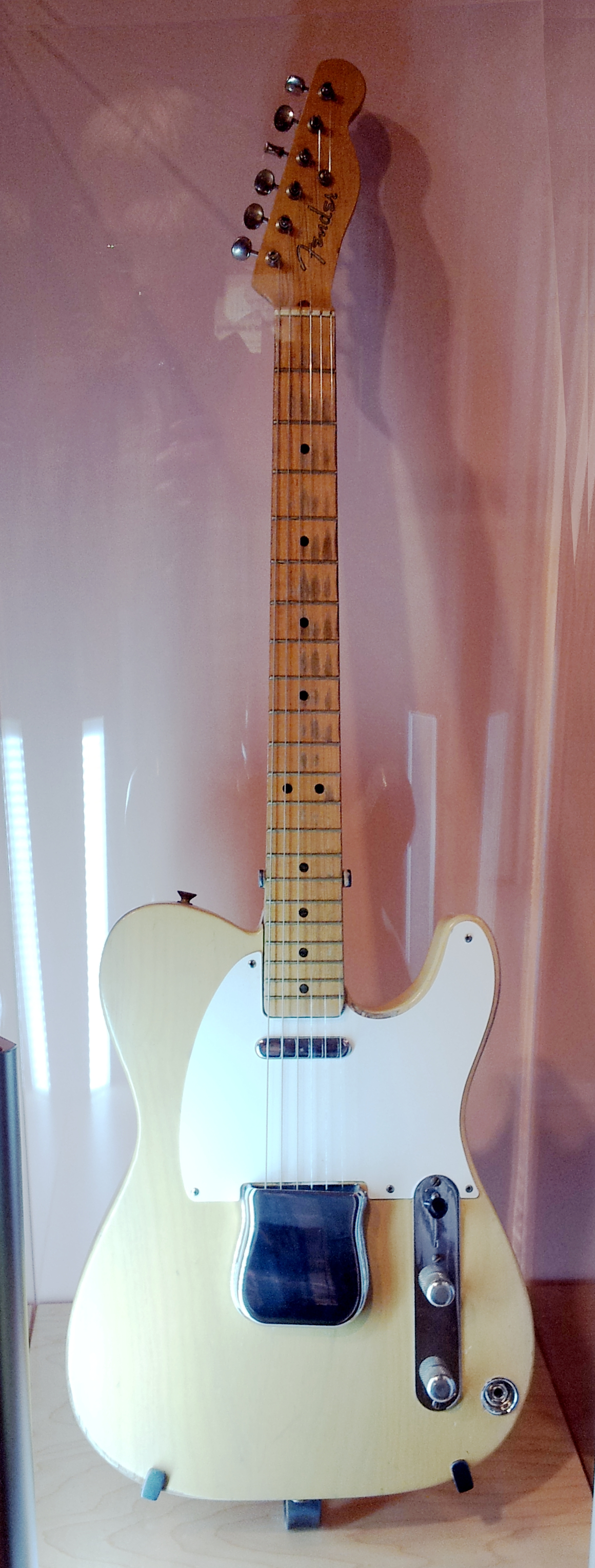
Une Fender Nocaster (1951), exposée au Museum of Making Music

### Esquire
Le premier modèle de guitare de la marque est commercialisé sous le nom de Fender Esquire en 1949. La guitare présente les caractéristiques de la future Telecaster, mais ne possède qu'un seul micro fixé sur le chevalet et est dépourvue de truss rod (tige de réglage insérée dans le manche) : Leo Fender pense que son utilisation n'est pas nécessaire, persuadé de la résistance du bois d'érable utilisé pour la fabrication du manche. C'est cependant une lacune et en 1950, il se résout à doter l'Esquire d'une tige de réglage dont la vis se trouve dans le talon. La même année sur les suggestions de Don Randall l'Esquire est dotée d'un deuxième micro placé près du manche.

### Broadcaster
Un nom est choisi pour différencier la guitare dotée de deux micros : elle est baptisée Broadcaster. Don Randall reçoit, en 1951, un télégramme de la firme Gretsch lui demandant de retirer le nom car des éléments de batterie qu'elle commercialise existent déjà sous la marque déposée « Broadkaster ». Leo et Don trouvent très rapidement un nouveau nom, « Telecaster » (rappelant la télévision, à l'époque très avant-gardiste).

### Nocaster
Les tout premiers exemplaires sont commercialisés sous l'appellation « Broadcaster » et durant la période transitoire entre les deux noms, les Telecaster sont commercialisés uniquement avec la décalcomanie Fender sur la tête de manche, on les nomme aujourd'hui « Nocaster ». 

### Telecaster
Appréciée notamment par ses sonorités se distinguant bien des voix, la Telecaster est adoptée dans un premier temps par les musiciens de country et de blues de la côte ouest des États-Unis. Ses premiers utilisateurs sont interrogés par Fender pour recueillir leurs impressions et leurs idées.
La guitare profite d'améliorations et de changements mineurs au cours de sa longue carrière. Le manche est doté d'une touche en palissandre en 1959, comme tous les autres modèles de la gamme Fender. D'autres adaptations esthétiques font vivre la gamme dans les années 1960, comme l'ajout de filets de bord de corps pour la Custom Telecaster en 1961.
En 1968, Fender reprend son premier modèle de basse Precision P-51, équipé d'un micro simple et au look spartiate, pour le renommer Telecaster Bass et remplacer le micro simple d'origine par un humbucker « Wide Range ». Sa production s'arrête en 1977 avant de reprendre en 2008 sous le nom de Vintage Modified Precision Bass TB fabriquée par Squier.
En 1969 Fender commercialise un premier modèle Telecaster Thinline, dessiné en 1968 par Roger Rossmeisl, un luthier et designer d'origine allemande débauché à Rickenbacker. Elle a un corps creusé, une ouïe découpée sur la table rapportée et deux micros simples qui sont remplacés par les nouveaux humbuckers « Wide-Range » de Seth Lover en 1972. Le tour du corps est agrémenté d'un binding.
Dans les années 1970, la Telecaster est déclinée en nouveaux modèles. En 1972, le modèle dit Deluxe est pourvu de micros à double bobinage « Wide-Range », son corps possède une "découpe ventrale" comme celui d'une Stratocaster, et son manche a une tête de « type Stratocaster » à crosse large. Certains modèles sont munis d'un chevalet de vibrato flottant Mazac.
Sa petite sœur, le modèle dit « Custom » garde le micro aigu simple bobinage et la tête de manche de la Telecaster Standard. Ce modèle est popularisé sur scène par Keith Richards des Rolling Stones lors de leur tournée mondiale 1981-1982.
À la même période, Fender modifie la fixation du manche, désormais à l'aide de trois vis au lieu de quatre, et l'équipe d'un dispositif de réglage de l'inclinaison. Ce changement est abandonné par la suite, souffrant d'une certaine instabilité.
Certains guitaristes de country et de blues font monter sur la Telecaster un équipement permettant de jouer des effets de vibrato sur la corde de si (connu sous le nom B-Bender, inventé par Gene Parsons et Clarence White) ; le système est proposé en commande spéciale par la marque à partir de 1989, puis comme un équipement standard de certains modèles, telle que la Nashville B-Bender Telecaster.
Son prix (de 200 à 4 000 euros pour les modèles « custom shop », par exemple) la consacre comme une guitare d'accès aux marques prestigieuses de la lutherie électrique contemporaine.
De nombreux modèles spéciaux sont fabriqués au Japon, notamment des rééditions de modèles des années 1960 et 1970. Par ailleurs, poussé par la nécessité de produire des instruments financièrement abordables, Fender délocalise une partie de la production au Mexique, puis en Corée du Sud, perpétuant la tradition d'économie, bien que ces modèles soient moins prisés par les amateurs.

## Conception et construction
La Telecaster est construite avec un corps en frêne ou en aulne et un manche en érable avec une touche en érable ou en palissandre.
Sa conception intègre, dans tous ses détails, le souci de la simplicité, de l'économie (valeur très chère à Leo Fender) et de la robustesse. Ce modèle, totalement révolutionnaire, donne l'impression d'avoir été pensé à partir de zéro, trouvant des solutions nouvelles (voire complètement inusitées), devenues aujourd'hui des classiques. À titre d'exemples :
- un manche vissé (plus simple à construire et à assembler, réglable, et remplaçable en cas d'accident), en érable sans touche rapportée pour des raisons de coût ;
- un corps plat découpé dans une « planche », 45 mm d'épaisseur (surnom parfois donné à l'instrument), ne nécessitant pas d'angle entre le manche et le corps ;
- un chevalet à trois pontets portant chacun deux cordes, chaque pontet comportant une vis à chacune de ses extrémités : cette solution astucieuse et économique permet un réglage des cordes en hauteur individuel, mais implique un léger compromis sur la justesse ;
- une attache des cordes à l'arrière du corps. Cette disposition est simple à ménager dans le bois de façon industrielle et procure des qualités sonores de sustain intéressantes ;
- deux potentiomètres : un réglage de volume unique et un autre ayant changé de fonction au cours du temps ;
- une plaque de protection (pickguard) imposante, permettant une découpe du corps simple et sans exigence de grande précision, pour disposer les micros et l'électronique. Fixée par cinq (puis huit) vis, elle peut être facilement déposée, permettant, pour les modèles les plus anciens, de régler la hauteur du micro manche (les vis de ce micro étant alors cachés par la plaque de protection) ;
- une tête très étroite qui permet de réaliser le manche dans une pièce d'érable de petites dimensions.

## Micros
La Telecaster, dans sa version initiale, est équipée de deux micros single coils, et se caractérise par un son claquant que les anglo-saxons nomment le « twang ». Le twang est lié à la fois à la construction de la guitare (bois et assemblage du manche et du corps par vissage), et aux micros dont le bobinage est étroit, favorisant un son précis et net qui a la préférence de Leo Fender. Il est particulièrement favorisé par l'ensemble micro chevalet/chevalet/support métallique. Le micro chevalet est le plus souvent considéré comme le micro principal, et donne ce son brillant, métallique et nerveux, très pourvu en fréquences aigües, caractéristique de l'instrument. Le micro manche approchant le style lipstick (en forme de bâton de rouge à lèvres) est totalement ignoré par certains guitaristes, mais apprécié par d'autres pour son attaque précise, et son aptitude à produire des rythmiques légères.
L'autre modèle de micro classiquement installé sur la Telecaster est le Wide Range, un micro à double bobinage conçu par Seth Lover (l'inventeur du Humbucker), spécialement pour Fender, qui souhaitait s'adapter à la demande croissante de ce type de micro, tout en conservant les sonorités caractéristiques de la marque : clarté et découpage précis des fréquences, alors que le Humbucker utilisé par Gibson produisait des sons plus compacts et « chauds ». Le Wide Range conserve donc un plot (aimant) par corde, comme les single coils traditionnels de Fender, mais dans un alliage spécial de Cuivre/Nickel/Fer, et un format de micro un peu plus large que le micro Gibson.

## Électronique
Le modèle original (1950 à 1952) proposait deux micros associés à un sélecteur à trois positions, et deux potentiomètres rotatifs. Le fonctionnement d'origine était plutôt pragmatique pour permettre au guitariste de passer rapidement par le sélecteur d'une configuration de rythmique à une position de soliste, mais finalement assez complexe :
- position 1 : le micro manche seul, avec une coupure des aigus (pour une rythmique « effacée ») ;
- position 2 : le micro manche seul, sans coupure d'aigus ;
- position 3 : un mélange des deux micros, le taux de mélange contrôlé par un potentiomètre.

Le deuxième potentiomètre assure un contrôle du volume général dans toutes les positions.
De 1953 à 1967 :
- position 1 : le micro manche, avec une coupure des aigus ;
- position 2 : le micro manche sans coupure, et le potentiomètre de « mélange » devient un réglage de tonalité ;
- position 3 : le micro chevalet seul, avec le potentiomètre de tonalité.

Le deuxième potentiomètre assure un contrôle du volume général dans toutes les positions.
Enfin, à partir de fin 1967, le circuit prend sa forme désormais classique :
Un potentiomètre de tonalité générale, un potentiomètre de volume général, et :
- position 1 : le micro manche seul ;
- position 2 : un mélange des deux micros, le mélange n'étant plus réglable ;
- position 3 : le micro chevalet seul.

Le deuxième potentiomètre assure un contrôle du volume général dans toutes les positions.

## Guitaristes

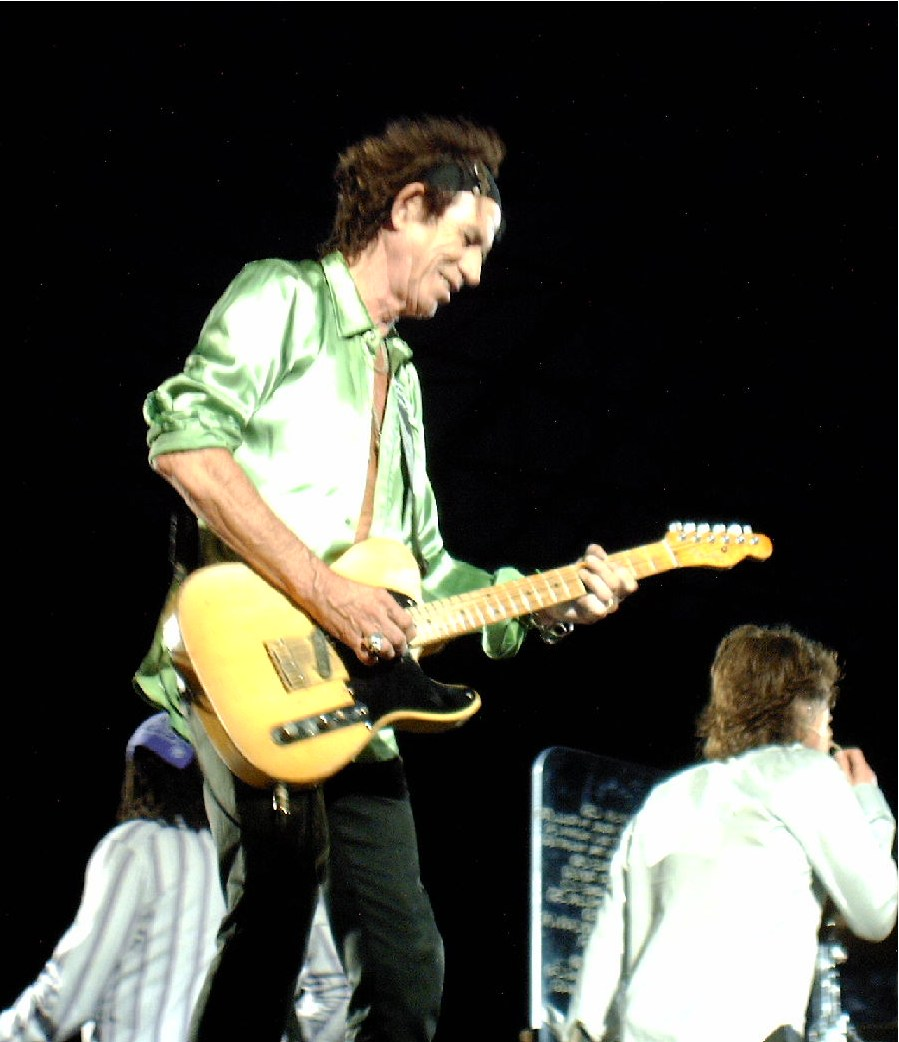
Keith Richards des Rolling stones avec sa légendaire Telecaster « Micawber » en 2006. Noter le chevalet or de type moderne à 5 pontets et le bouton de sélecteur blanc de type Stratocaster.

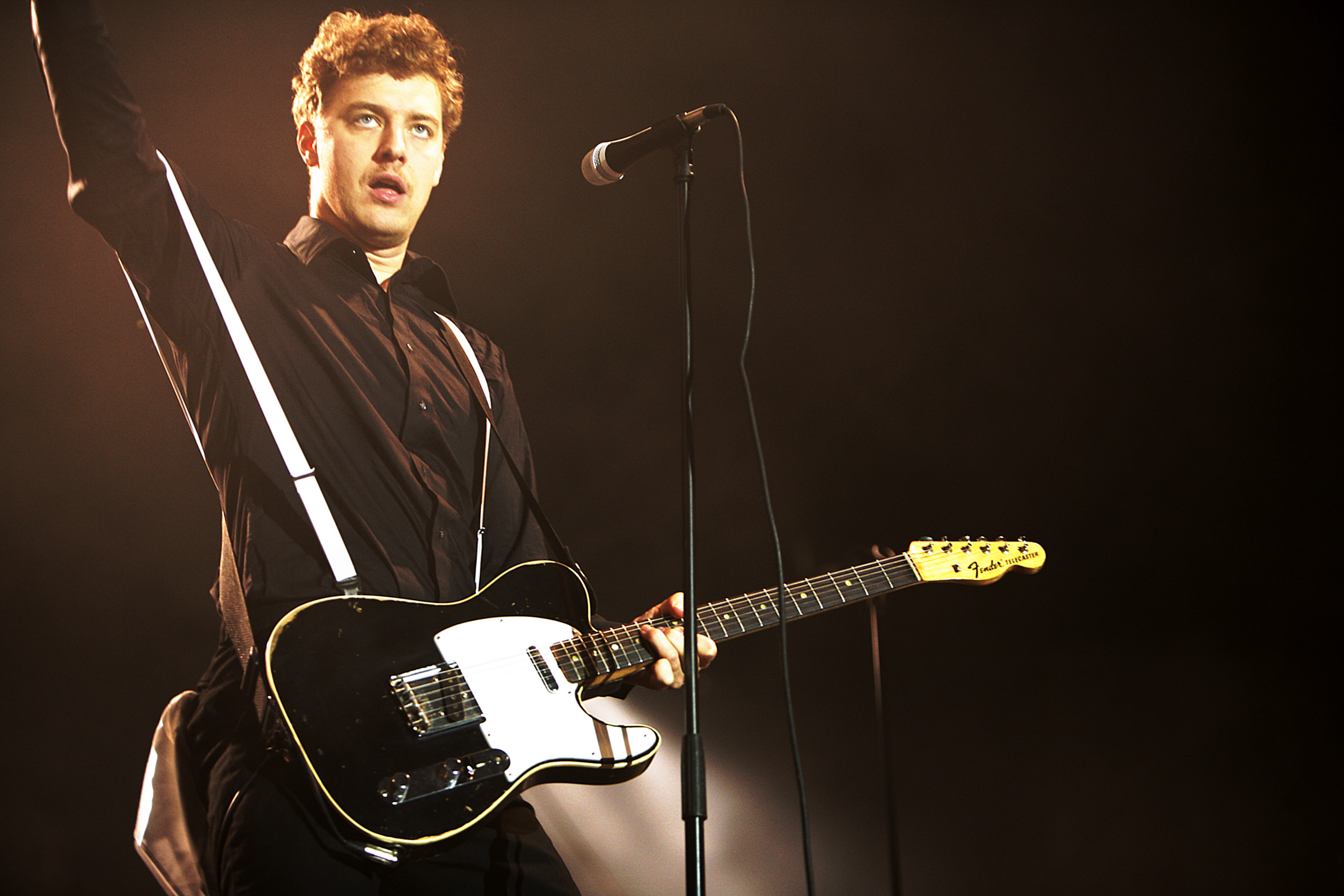
Le guitariste de The Hives avec une Telecaster.

Dans les premiers temps, les musiciens de studio de country sont attirés par cet instrument dessiné aux musiciens professionnels, et dont la sonorité se détache bien des autres instruments et de la voix. La guitare est également appréciée pour sa robustesse, qui en fait un instrument de scène fiable, simple et efficace. La Telecaster est très largement utilisée par de très nombreux guitaristes de renom. Parmi eux, quelques-uns méritent d'être mentionnés parce qu'ils ont eu une relation plus particulière avec l'instrument :
Durant des années, des guitaristes célèbres ont fait de la Telecaster leur instrument signature. Parmi eux, les guitaristes Francis Rossi et Rick Parfitt, qui utilisent, par ailleurs, leurs Telecaster dans le logo de leur groupe Status Quo. L'un des premiers en Europe à l'avoir utilisée pour la rythmique est Bruce Welch en 1960 avec le groupe The Shadows, On compte aussi parmi les pionniers Buck Owens, Waylon Jennings, James Burton, qui a joué avec des stars comme Ricky Nelson, Elvis Presley, et Merle Haggard (qui lui-même joue sur son propre modèle Signature). La guitare favorite de Burton est la célèbre Pink Paisley, modèle de Telecaster. Plus tard, Danny Gatton fusionne divers styles musicaux (dont le blues, le rockabilly et le bebop) avec une telle compétence et limpidité qu'il devint connu sous le nom de telemaster.
Eric Clapton utilise une Telecaster pendant sa période avec The Yardbirds (celle-ci appartenant au groupe, il la laissa à son successeur Jeff Beck ), et joue aussi sur une Telecaster Custom dotée du manche de Brownie pendant l'épisode Blind Faith. Muddy Waters et Albert Collins ont démontré que la Telecaster convenait également pour jouer le blues. Roy Buchanan a beaucoup exploité la position favorable du potentiomètre de volume pour créer des effets de violoning, en l'actionnant avec l'auriculaire droit. Le guitariste de session de soul Steve Cropper a amené à la perfection l'utilisation du son clair, minimaliste de la Tele avec Booker T. and the M.G.'s et réalisé quantité d'enregistrements pour les productions Stax (Wilson Pickett, Otis Redding etc.).
George Harrison  joue également sur une Telecaster Rosewood (dont le manche et le corps sont construits en palissandre). Elle est au départ conçue exclusivement pour lui. Durant les sessions d'enregistrement de l'album Let It Be des Beatles, le son de la Telecaster est modifié par l'amplification à travers une cabine Leslie. Paul McCartney se sert lui aussi de la Telecaster pour enregistrer des parties de guitare électrique, tant avec les Beatles qu'avec les Wings, les modifiant au besoin.
Le soliste des Cars, Elliot Easton, se contente lui de faire chanter des modèles pour gauchers, modèles aussi prisés par Iggy Pop. Slash utilise également une Fender Telecaster pour le morceau Estranged.
Keith Richards, guitariste des Rolling Stones, utilise depuis le début des années 1970 des Telecaster modifiées par remplacement du micro manche d'origine par un humbucker Gibson. Sa Telecaster emblématique est baptisée « Micawber » (modèle 1952 butterscotch blonde avec un micro de lap steel gutar en position chevalet), une autre, Malcolm, (modèle des années 1950 également, sur lequel le vernis d'origine a été enlevé). Le son typique des riffs des Rolling Stones (Honky Tonk Women, Jumpin' Jack Flash, Brown Sugar, Tumbling Dice, Midnight Rambler...) provient le plus souvent de l'une de ses Telecaster accordée en sol ouvert, la corde mi grave ayant été éventuellement retirée (sol-ré-sol-si-ré du grave à l'aigu). Le tirant de ses cordes va, toujours du grave à l'aigu, de 0.42 - 0.30 - 0.18 - 0.15 - 0.11.
Bruce Springsteen donne de nombreux concerts énergiques avec son Esquire. Un autre remarquable utilisateur de Telecaster est Andy Summers de The Police. Son jeu de guitare défini en grande partie le son du groupe, grâce à la polyvalence de son modèle Custom (lourdement modifié par lui), jouant tour à tour sur le son sec de son micro aigu ou utilisant le micro grave pour quelques incursions jazzy. Jimmy Page joue sur une Tele 1958 décorée de façon psychédélique (peinte par Page lui-même, et connue sous le nom de « Telecaster Dragon ») sur les premiers albums de Led Zeppelin, et particulièrement pour le solo de l'iconique morceau Stairway to Heaven. La guitare lui a été offerte par son ami Jeff Beck. David Gilmour se sert lui aussi de temps à autre de Telecaster ou d'Esquire (il possède la Nocaster ayant le plus petit numéro de série connue) avec Pink Floyd ; Syd Barrett, fondateur et ancien guitariste de ce même groupe, se servait de modèles semblables. Le célèbre solo de la fin du morceau Hotel California des Eagles mêle le son de la double manche Gibson de Don Felder à celui plus acide de la Telecaster maniée par Joe Walsh. L'usage considérable par Albert Lee de la Telecaster lui vaut le surnom de « Mr. Telecaster ».

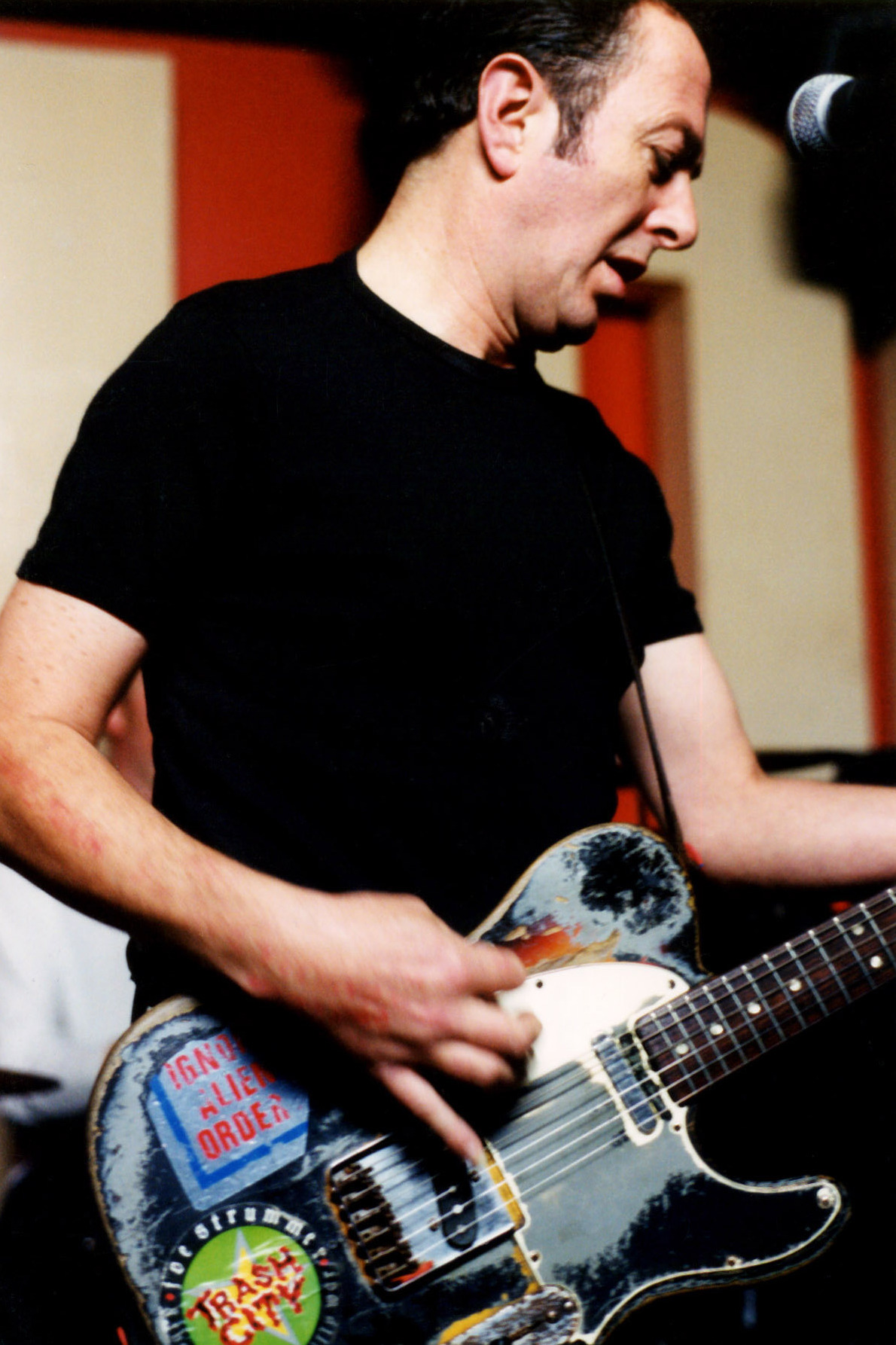
En 2001, Joe Strummer et sa mythique Telecaster.

Joe Strummer (leader du célèbre groupe punk The Clash) commence la carrière du groupe avec une Telecaster 1966 déjà usée (sunburst à l'origine mais repeinte en noir au pistolet, et ornée de son caractéristique autocollant « Ignore Alien Orders » : « N'obéissez pas aux ordres étrangers »). Le succès du groupe grandissant, de nombreuses propositions lui furent faites d'instruments neufs, mais il les déclina toutes pour continuer à jouer sur son instrument, auquel il resta fidèle jusqu'à sa mort en 2002.
En janvier 2007, Fender sort la « Telecaster G. E. Smith signature » en honneur de la réputation de Smith en tant que maître moderne de la Telecaster. G. E. Smith est guitariste solo dans le groupe Hall & Oates et le directeur musical de Saturday Night Live.
James Root de Slipknot et ancien guitariste de Stone Sour, joue aussi sur des Telecaster. De 2003 à 2006, sur la première partie de la tournée Stone Sour en support de leur album Come What (ever) May, il utilise des modèles « Fender Custom Shop Flat-head ». Pendant l'été 2007, il sort ses nouvelles Artist Series Telecaster dotées d'accessoires. Jonny Greenwood de Radiohead utilise sa « Telecaster Plus » abîmée pour la plupart des morceaux, y compris Creep.
Jeff Buckley utilise une Telecaster de 1983 sur la majorité des morceaux composant l'album Grace et également lors de ses tournées en concert,.